# Vita apostolica
Die Vita apostolica (lat. für „apostolisches Leben“) ist ein christliches Lebensideal, das sich am Vorbild der Apostel orientiert. Zu den wichtigsten Merkmalen der Vita apostolica gehören ein Leben in Armut und die Verkündigung des Evangeliums. Im Laufe der Kirchengeschichte haben sich immer wieder einzelne Menschen, Gemeinschaften oder Bewegungen auf dieses Ideal berufen und versucht, es in ihrer Lebensform umzusetzen.

## Biblische Grundlagen
Als biblische Begründung gilt der sogenannte Missionsbefehl in Mk 6,8–11 , Mt 10,5–15  und Lk 9,1–6 . Die Apostel sollen sich auf den Weg machen, ohne Vorrat und Vorratstasche, auch ohne Geld, ohne zweites Hemd, nur mit Sandalen an den Füßen; in keinem Haus und in keiner Stadt sollen sie sich länger aufhalten.

## Kirchengeschichte
In den Kirchenreformen des 11. Jahrhunderts kam das Ideal der Armut deutlich zum Ausdruck. So verlangten verschiedene Reformer unter den Bischöfen und Päpsten, dass Kanoniker „auf kanonische Weise ohne persönliches Eigentum nach den Regeln der Heiligen [Väter]“ leben sollten. Dieser Ansatz traf auf das Reformbestreben der Laienbewegungen. Patarener, Waldenser und Katharer verlangten vom Klerus ein Leben in Armut und für sich selbst das Recht, als Wanderprediger das Evangelium zu verkünden.
Beiden Ansätzen war letztlich kein Erfolg beschieden. Der Widerstand des Klerus gegen die Reformen, die vor allem von Gregor VII. betrieben wurden, war zu stark, als dass sie durchschlagenden Erfolg gehabt hätten.
Von Seiten der Kirche wurde die Vita apostolica solange akzeptiert, wie sie in den gängigen Formen des Klosterlebens praktiziert wurde. Im 11., 12. und 13. Jahrhundert waren viele Menschen allerdings der Meinung, dass man auch innerhalb der Welt dieses Ideal leben könne. Mit dieser Haltung stießen sie oft auf den erbitterten Widerstand des örtlichen Klerus. Dabei scheiterten die religiösen Laienbewegungen vor allem am Verbot der Laienpredigt. Wenn sie nicht zur kirchlich erlaubten Lebensform für Laien zurückkehrten, wurden sie oft in die Ketzerei abgedrängt. Dass das Ideal der Vita apostolica alles andere als eindeutig war, zeigt sich in der Geschichte des Franziskanerordens. Schon bald nach dem Tod des Gründers gab es heftigen Streit über die Frage, wie das Ordensideal gelebt werden sollte. Im Armutsstreit zerfiel der Orden in die Konventualen (Vertreter der gemäßigten Richtung) und die Spiritualen (Vertreter der radikalen Richtung).
Die Ordensmänner der Bettelorden (Franziskaner, Dominikaner, Karmeliten und Augustiner-Eremiten) richteten ihre Lebensform an einer Verbindung des Ideals der Vita apostolica und dem evangelischen Rat der Armut aus. Dazu kamen in der Ordensgeschichte später die Kongregationen, die Gesellschaft apostolischen Lebens und die Säkularinstitute.